# یوچنتین
یوچنتین (به فرانسوی: Uchentein) یک کمون در فرانسه است که در Canton of Castillon-en-Couserans واقع شده‌است.

## خصوصیات
یوچنتین ۴٫۰۲ کیلومترمربع مساحت و ۳۵ نفر جمعیت دارد و ۹۶۸ متر بالاتر از سطح دریا واقع شده‌است.